# Lobelia glazioviana
Lobelia glazioviana är en klockväxtart som beskrevs av Alexander Zahlbruckner. Lobelia glazioviana ingår i släktet lobelior, och familjen klockväxter. Inga underarter finns listade i Catalogue of Life.